# Mistky (obwód ługański)
Mistky (ukr. Містки) – wieś na Ukrainie, w obwodzie ługańskim, w rejonie swatowskim, w hromadzie Swatowe. W 2001 liczyła 2614 mieszkańców, spośród których 2456 wskazało jako ojczysty język ukraiński, 138 rosyjski, 1 mołdawski, 7 ormiański, 11 romski, a 1 inny.